# 小行星1081
小行星1081（1081 Reseda）是一颗围绕太阳公转的小行星。1927年8月31日，卡爾·威廉·萊茵姆特在海德堡发现了此天体。
該小行星以木犀草命名。
这颗小行星的绝对星等为11.18等。